# Relatywizm
Relatywizm – pogląd filozoficzny, wedle którego prawdziwość wypowiedzi można oceniać wyłącznie w kontekście systemu, w którym są one wypowiadane. Tym samym relatywizm stwierdza, że nie istnieją zdania niosące absolutną treść, których ocena byłaby identyczna i niezależna od jej kontekstu. Prawdziwość dowolnego sądu zależy od przyjętych założeń, poglądów czy podstaw kulturowych.
Relatywizm przeciwstawiany jest absolutyzmowi.

## Prawda w ujęciu relatywistycznym
Relatywizm prawdy to pogląd zgodnie z którym "prawdziwość", jako cecha przysługująca sądom, zdaniom, stwierdzeniom, a nawet teoriom, posiada charakter względny – zależny od wielu czynników relatywizujących, np. kultury, języka, okoliczności stwierdzania, zdolności poznawczych gatunku lub jednostki. 
Prawdziwość pojęta relatywnie przeciwstawiana jest absolutyzmowi w koncepcji prawdy, zgodnie z którym prawda (sąd prawdziwy) ma charakter bezwzględny (absolutny), a więc nie jest zależna od wyżej wymienionych czynników. Tak pojęta "prawdziwość" przysługuje sądom niezależnie od możliwości jej rozpoznania.
Jak zauważył Harvey Siegel "relatywizm sam siebie neguje, bo obrona tej doktryny wymaga rezygnacji z niej". Oparcie się na argumentach relatywistycznych wyklucza możliwość przeprowadzenia logicznego dowodu bo każdy sąd jest względny, z kolei zastosowanie argumentów nierelatywistycznych przeczy sensowi relatywizmu. Adam Chmielewski zauważa jednak, że argument ten opiera się na  istnieniu powszechnej i niepodważalnej prawdy, czego nie dowodzi.

## Spektrum relatywizmu
Relatywizm występował w wielu prądach filozoficznych i artystycznych, przyjmującym bardzo różne zabarwienie i rozmaite znaczenie dla tych dziedzin. 
Poglądy o słabym zabarwieniu relatywizmem zwracają uwagę na znaczenie wspólnych podstaw pojęciowych koniecznych do znalezienia z innymi wspólnego języka i wskazującymi, że przy braku takich podstaw nie istnieje w zasadzie możliwość porozumienia. 
W skrajnym zabarwieniu relatywizm jest poglądem bliskim niemal solipsyzmowi, rozciągając swoje znaczenie także na sądy dotyczące rzeczywistości fizycznej i jej postrzegania.

## Rodzaje relatywizmu
- Relatywizm poznawczy oznacza stwierdzenie, że badając inną kulturę badamy ją za pomocą kategorii poznawczych wyniesionych z kultury własnej, a zatem badamy własną relację do badanej kultury.
- Relatywizm etyczny głosi, że wartości i związane z nimi normy i oceny mają charakter względny, zmieniają się w czasie, są zależne od miejsca i od oceniającego.

Szczególną odmianą relatywizmu jest indywidualizm, gdzie przywiązuje się dużą wagę do cech jednostkowych.